# Radio Trelleborg
Radio Trelleborg är den gemensamma närradioföreningen i Trelleborg som började sina sändningar på frekvensen 94,6 MHz, senare 92,8 MHz, över Söderslätt 1987 då Pingstkyrkan var den drivande organisationen. Arbetarrörelsen med Radio ABF i spetsen dominerade på frekvensen från början av 1990-talet fram till 2005 då närradioföreningen ombildades från grunden med politiskt obunden styrelse då den tidigare styrelsen tappat intresset.
Med från början har även många kontroversiella föreningar varit. Radio Fram var den första som blev känd som "kalkonradio" som sänt av och till på 1990-talet. När Radio Fram lades ner bildades Radio SMF som idag sänder flest timmar på Radio Trelleborg. Radio SMF blev år 2000 dokumenterad i Jan Troells film "92,8 MHz Drömmar i söder" som sänts både i SVT men även i våra nordiska grannländer. 2012 gjorde även Sveriges Radio P3 en dokumentär om Radio SMF som sändes i Verkligheten i P3.